# Sebastião Cirino
Sebastião Cirino (Juiz de Fora, 20 de janeiro de 1902 – Rio de Janeiro, 16 de julho de 1968) foi um maestro, violinista, trompetista e compositor brasileiro.

## Biografia
Cirino nasceu em família pobre e em 1913, ainda criança, foi trabalhar como empregado doméstico para uma família no Rio de Janeiro onde, após as brigas do casal que o abrigava, era castigado pela mulher, que lhe dava surras. Ficou ali até que um dia lhe deram dinheiro para comprar algo e ele decidiu não voltar, vivendo nas ruas, sobreviveu vendendo jornais e como engraxate e se abrigando no edifício da Biblioteca Nacional, que estava em obras.
Nessa situação acabou preso por vadiagem e enviado para a Ilha Grande (Colônia Correcional de Dois Rios) onde do infortúnio conseguiu algo positivo: aprendeu a tocar trompete e dali prestou o serviço militar. Serviu no 56º Batalhão de Caçadores, quando foi para a Bahia, até 1920. Voltando à então capital do país, compõe com Pedro Pereira Paulo a marchinha "Ao Nascer o Astro-Rei", que vence concurso do Jornal do Brasil.
Teve seu primeiro trabalho como profissional na orquestra de um cinema e, em 1925, quando Donga criou o conjunto Oito Batucas como dissidência de Oito Batutas do qual saíra, fez parte do conjunto; depois, por convite de De Chocolat, ingressou na Companhia Negra de Revistas, compondo o repertório da revista "Tudo Preto"; logo teve a canção "Cristo Nasceu na Bahia", feita em parceria com Duque, gravada por Dalva Espíndola (irmã de Aracy Cortes) - considerada hoje "um clássico".
Por essa época ele se casou com Júlia e teve uma filha. Em 1926 foi convidado por Madame Resimir da companhia parisiense Bataclan, em apresentação no Rio, a integrar junto a outros artistas dentre os quais Donga, a trupe. Deixando a família recém-constituída, partiu em turnê com o Bataclan pelo país até que no Recife Resimir convidou os artistas contratados a voltarem com ela para a Europa, o que todos aceitaram. Na capital francesa Cirino fez sucesso, a ponto de ali permanecer por quase catorze anos, chegando mesmo a ser condecorado pelo governo de França como cavalheiro da Cruz de Honra de Educação Cívica e a integrar a sociedade de arrecadação de direitos autorais até que, em 1939, com a eclosão da II Guerra Mundial, voltando para o Brasil em dezembro daquele ano e encontrando a filha com quinze anos de idade.
Não conseguiu se adaptar à vida no país, ficando desempregado e vagando pelas ruas, tendo sido preso por vadiagem quinze vezes e até tentou o suicídio. Graças â intercessão de seu amigo Bororó conseguiu alguns serviços musicais, tendo nessa época ensinado violão à princesa Maria Theresa de Orléans e Bragança. Constituiu uma orquestra formada apenas por negros que se apresentava no Cabaré Assírio e no Cassino Atlântico.
Com o fechamento dos cassinos no país, sobreviveu escrevendo partituras para outros artistas, compondo e regendo esporadicamente enquanto trabalhava para o Sindicato dos Compositores, amargando o esquecimento até sua morte em 1968, de câncer de pulmão.

## Principais composições
Dentre as obras de Cirino, tem-se:
- Ana Martin (com Ruy Rey)
- Ao Nascer o Astro Rei (com Pedro Pereira Paulo)
- Audiência ao Prefeito (com J. Portela)
- Cristo Nasceu na Bahia (com Duque)
- Dias Tristonhos
- Eu Fui Viajar (com Duque)
- Não Creias (com Bruno Gomes)
- Nossa Homenagem ao Samba (com Gélio Baptista)
- Rosa Maliciosa (com Rogério Nascimento)
- Sem Compromisso
- Três Amores (com Gélio Baptista)